# NGC 3390
NGC 3390 est une (vaste ?) galaxie spirale vue par la tranche et située dans la constellation de l'Hydre. NGC 3390 a été découverte par l'astronome britannique John Herschel en 1834.

## Caractéristiques
Sa vitesse par rapport au fond diffus cosmologique est de 3 383 ± 28 km/s, ce qui correspond à une distance de Hubble de 49,9 ± 3,52 Mpc (∼163 millions d'al).
À ce jour, cinq mesures non basées sur le décalage vers le rouge (redshift) donnent une distance de 32,880 ± 3,052 Mpc (∼107 millions d'al), ce qui est à l'extérieur des valeurs de la distance de Hubble. Notons cependant que c'est avec la valeur moyenne des mesures indépendantes, lorsqu'elles existent, que la base de données NASA/IPAC calcule le diamètre d'une galaxie et qu'en conséquence le diamètre de NGC 3390 pourrait être d'environ 65,3 kpc (∼213 000 al) si on utilisait la distance de Hubble pour le calculer. 
La classe de luminosité de NGC 3390 est II et elle présente une large raie HI. C'est possiblement une galaxie LINER, c'est-à-dire une galaxie dont le noyau présente un spectre d'émission caractérisé par de larges raies d'atomes faiblement ionisés.

## Groupe de NGC 3390
En compagnie des galaxies ESO 437-42 et ESO 437-56, NGC 3390 forme un trio de galaxie, le groupe de NGC 3390.